# Tramwaje w Altdorfie
Tramwaje w Altdorfie i Flüelen (niem. Strassenbahn Altdorf–Flüelen) – były system tramwajowy w szwajcarskich miastach: Altdorf i Flüelen działający w latach 1906–1951.

## Historia
30 listopada 1903 wydano pozwolenie na budowę linii. Pozwolenie na prowadzenie ruchu na linii tramwajowej wydano 22 grudnia 1904. Napięcie w sieci trakcyjnej wynosiło 500 V DC. Linię tramwajową o długości 3,1 km otwarto 25 sierpnia 1906. Linia połączyła dworzec kolejowy Gotthardbahn w Flüelen nad Jeziorem Czterech Kantonów z miejscowością Altdorf. W 1944 tramwaje przewiozły największą liczbę pasażerów wynoszącą 518 967 osób. Po II wojnie światowej w związku z rosnącym ruchem samochodowym rozważano likwidację linii tramwajowej. W 1947 wstrzymano dostawy prądu z powodu suszy. W 1950 zmniejszono częstotliwość kursów z powodu coraz mniejszej liczbie pasażerów. Tramwaje chciano zastąpić: autobusem, trolejbusem lub żyrobusem. W lipcu 1950 eksperymentalnie uruchomiono żyrobus, który jeździł przez 13 dni. Ostatecznie linię tramwajową zamknięto 26 marca 1951 i zastąpiono linią autobusową. Zajezdnia tramwajowa mieściła się w Altdorfie, której budynek przetrwał do dzisiaj.

## Linia
W Altdorfie działała jedna linia tramwajowa o długości 3 km:
- Altdorf – Flüelen

## Tabor
Do obsługi linii posiadano 3 wagony silnikowe, 2 doczepne i jeden towarowy.
Dane techniczne taboru:
| Typ    | Rok produkcji | Liczba egzemplarzy/numery | Długość | Waga   | Uwagi                    |
| ------ | ------------- | ------------------------- | ------- | ------ | ------------------------ |
| Ce 2/2 | 1906          | 4/1−4                     | 9,5 m   | 10 ton | wagony silnikowe         |
| C      | 1906          | 2/10, 11                  | 8,5 m   | 5 ton  | wagony doczepne (letnie) |
| L      | 1906          | 1/20                      | 5,3 m   | 4 ton  | wagon towarowy           |